# بونیانکو
بونیانکو (به ایتالیایی: Bognanco) یک کومونه در ایتالیا است که در استان وربانو-کوزیو-اوسولا واقع شده‌است.

## خصوصیات
بونیانکو ۵۸٫۱ کیلومترمربع مساحت و ۲۵۸ نفر جمعیت دارد و ۹۸۰ متر بالاتر از سطح دریا واقع شده‌است.